# Баржи в Бийянкуре
«Баржи в Бийянкуре» — картина Альфреда Сислея из собрания Государственного Эрмитажа.
Булонь-Бийанкур — современный промышленный район Парижа, во 2-й половине XIX века был небольшой пригородной деревней, экспансивное развитие которой началось с постройкой здесь железнодорожного моста через Сену, соединившего Бийянкур с рабочим поселком Пасси на противоположном берегу. В 1877—1879 годах здесь часто работал на пленэре Сислей.
Картина написана в 1877 году, изображены баржи, пришвартованные к берегу, вдали виднеются дымящие трубы фабрики в Пасси, небо затянуто плотными облаками. Искусствовед А. Г. Костеневич считает что «Мачты барж для Сислея, как и для Моне в его аржантёйских пейзажах, служили удобными вехами в построении всей пейзажной конструкии, которая только на неискушенный взгляд может показаться случайно выхваченным видом Сены. На самом деле здесь, так же как и в остальных бийянкурских полотнах конструкция выверена и безошибочна. Баржа становится как бы якорем композиции, а мачта эффективно обозначает её центр». В том же 1877 году Сислей написал с отличиями достаточно близкий вариант этой картины, которая ныне под названием «Разгрузка барж» хранится в Белграде в Национальном музее Сербии.
Картина была куплена герцогиней Шольн, затем сменила несколько владельцев и неоднократно бывала на различных выставках, впоследствии её приобрел известный немецкий коллекционер Отто Кребс. Во время Второй мировой войны была захвачена советскими войсками и отправлена в СССР в счёт репараций; долгое время хранилась в запасниках Государственного Эрмитажа и была показана публике лишь в 1995 году на Эрмитажной выставке трофейного искусства; с 2001 года числится в постоянной экспозиции Эрмитажа и с конца 2014 года выставляется в Галерее памяти Сергея Щукина и братьев Морозовых в здании Главного Штаба в зале 406 (Зал Альфреда Сислея и Камиля Писсарро).
- Картина в раме
- Вариант картины из Белграда